# Bjørnø

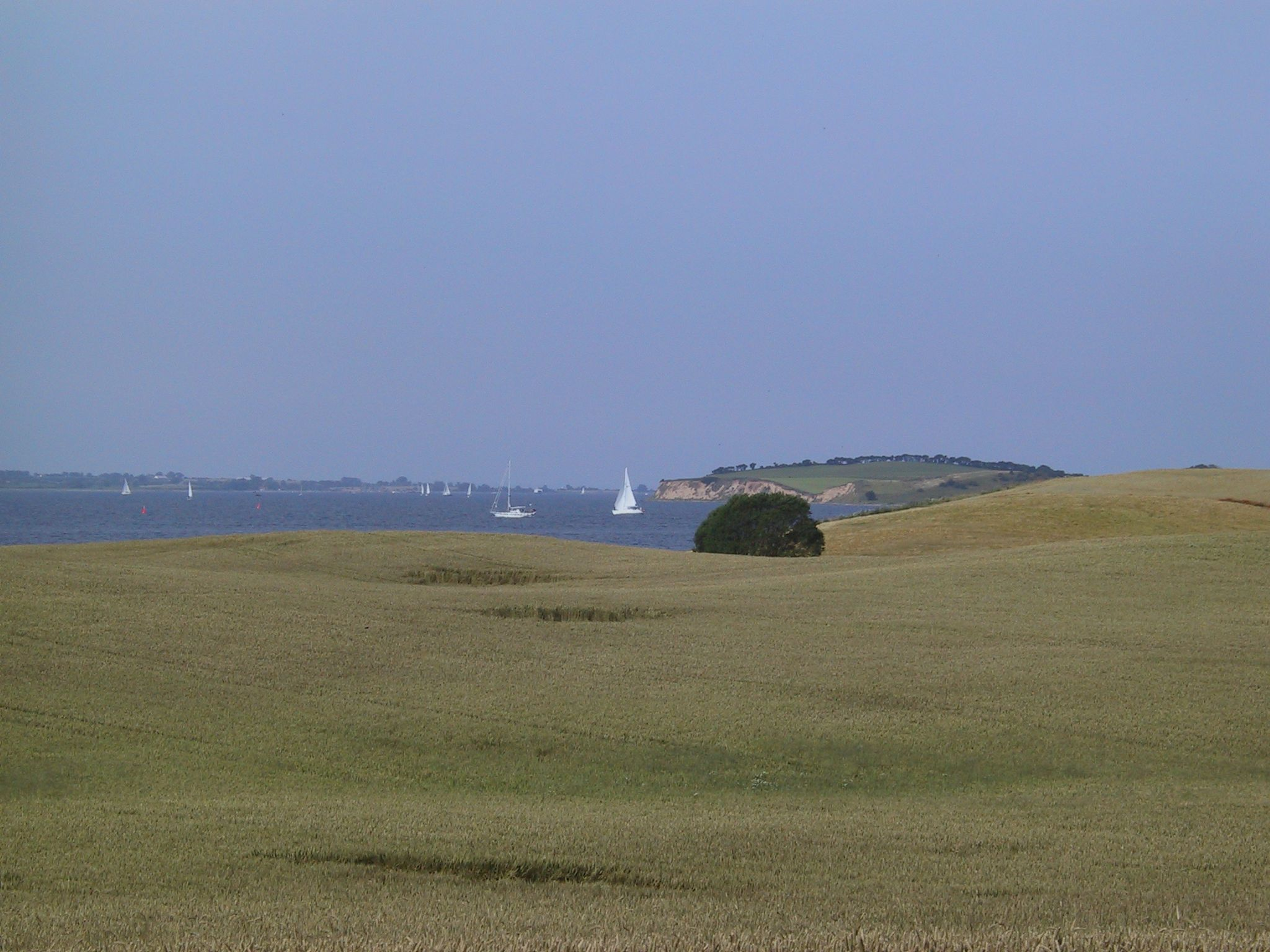
Cảnh Bjørnø

Bjørnø là 1 đảo nhỏ của Đan Mạch, nằm ở phía nam đảo Fyn. Đảo có diện tích là 1,5 km² và có 38 cư dân.
Về hành chính, đảo trực thuộc thị xã Faaborg-Midtfyn và Vùng Nam Đan Mạch.
Về giao thông, có tuyến tàu phà từ Faaborg tới đảo.